# Братська могила радянських воїнів та комсомольців-підпільників (Кривий Ріг)
Братська могила воїнів-визволителів, робітників, ю підпільників кол. РУ ім. Дзержинського— пам'ятка місцевого значення розташована у Саксаганському районі, проспект Героїв-підпільників (колишній — Дзержинського), біля палацу культури «Саксагань». Перший пам'ятник у вигляді скульптури воїна на братській могилі встановлено в 1946  р. Виконавець — Одеський художній комбінат, масове виробництво. Сучасного вигляду пам'ятка набула після реконструкції в 1981 р., автор –криворізький скульптор Віктор Костянтинович Суров, архітектор — Віталій Антонович Михайлов.

## Передісторія
З початку окупації Кривого Рогу фашистами (серпень 1941 р.) на шахтоуправлінні ім. Дзержинського діяла підпільна група «Дзержинець» під керівництвом Івана Демиденка, випускника КЗШ № 26. Члени групи вели спостереження за пересуванням німецьких військ, рятували поранених радянських бійців, першими оповістили населення міста про поразку німецьких військ під Москвою, готували листівки, врятували тисячі городян від вивезення до Німеччини. Більшість підпільників загинула від рук окупантів у вересні 1943 року.
У 1946 р. на братській могилі радянських воїнів був встановлений перший надгробок вигляді пірамідального обеліску, на якому увічнено імена 20 загиблих воїнів.
Через декілька років після визволення міста тіла загиблих підпільників на прохання родичів були перепоховані у парку шахтоуправління ім. Дзержинського поряд з братської могилою визволителів. Прізвища загиблих підпільників: Демиденко І. М., Завизион Х. Л., Кожакін Г. І., Кисельов В. І., Полтариков І. М., Хороленко П. С.
У 1953 р. на братській могилі було встановлено перший пам'ятник — скульптуру «Воїн з прапором». Виробник — Одеський художній комбінат. Скульптура виготовлена з залізобетону, постамент — цегляний, стела з барельєфом — гранітна. На меморіальній плиті біля підніжжя постаменту увічнені імена 102 відомих осіб з 272 загиблих воїнів та 6 комсомольців-підпільників.
Рішенням Дніпропетровського облвиконкому від 08.08.1970 р. № 618 споруда була взята на державний облік з охоронним номером 1674.
У 1981 р. за рішенням Виконавчого комітету Криворізької міськради від 17.12.1980 р. № 4/541 відбулася реконструкція пам'ятки: встановлена бетонна стела з рельєфним зображенням воїна. Ідею пам'ятника запропонував головний художник міста Олександр Васильович Васякин. Головний архітектор Кривого Рогу Барсуков Віктор Кузьмич підтримав ідею заслуженого художника. Автором-виконавцем пам'ятника став криворізький скульптор Віктор Костянтинович Суров, архітектором — Віталій Антонович Михайлов. На надгробку могили були встановлені меморіальні плити, на яких викарбувані імена 109 загиблих воїнів та 159 робітників РУ ім. Дзержинського та 6 підпільників. Також були встановлені дві тумби-куби, на яких розміщені імена 159 робітників та службовців колишнього рудоуправління ім. Дзержинського, загиблих на фронтах Другої світової війни.

## Пам'ятка

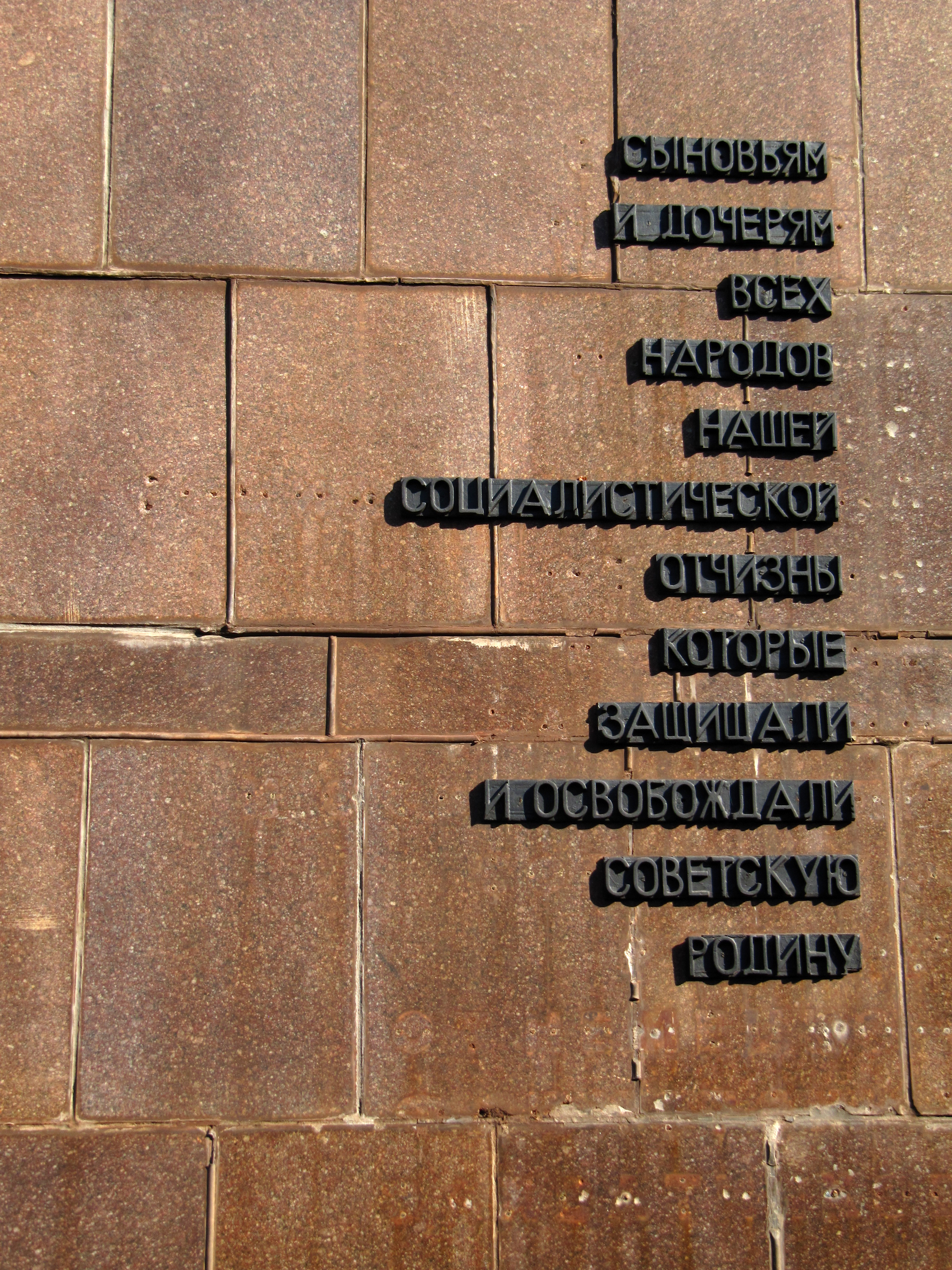

Стела бетонна, прямокутної з виступами форми, розмірами10,45х4,85х1,50 м, з усіх сторін обличкована полірованими гранітними плитками коричнюватого кольору. На лицевій стороні стели — бетонна рельєфна фігура воїна в військовому строї, в плащі-наметі, в касці, з автоматом у руках, зображений у момент атаки-падіння. На виступаючій частині стели справа, перед обличчям воїна, вигравіюваний надпис у 12 рядків. Позаду воїна розміщено об'ємні цифри: «1941» і «1945». На зворотній стороні стели на плитках вигравіювано напис російською мовою: «ПАМЯТИ ПАВШИХ ПОСВЯЩАЕТСЯ» й дати «1941» та «1945». В центрі розміщена п'ятикутна зірка з нержавіючої сталі. Постамент під стелою розмірами 8,85х2,20х0,30 м виготовлено з бетону, пофарбований в коричневий колір. На відстані 4,10 м від стели знаходиться братська могила з розміщеними на ній меморіальними плитами і вічним вогнем.
Братська могила у вигляді прямокутної ділянки розмірами 5,10×5,10 м; обличкована зверху по периметру 16 полірованими плитами з граніту світло-коричнюватого кольору, розмірами 1,0х1,0х0,03 м. На одної з 14 меморіальних плит викарбувана зірка та 7-рядковий напис російською мовою великими літерами: «ПОДПОЛЬЩИКИ: / ДЕМИДЕНКО И. М. / ЗАВИЗИОН Х. Л. / КОЖАКИН Г. И. / КИСЕЛЕВ В. І. / ПОЛТОРИКОВ И. М. / ХОРОЛЕНКО П. С.». На протилежній плиті викарбувана зірка та 6-рядковий надпис російською мовою великими та маленькими літерами: «В братской могиле похоронены / воины Советской Армии и под- / польщики, павшие в борьбе с не- / мецко-фашистскими захватчиками / в Великой Отечественной войне / 1941—1945 гг.».На 12-тіінших плитах викарбувані й пофарбовані білим кольором зірки, військові звання, прізвища та ініціали похованих воїнів. В центрі ділянки розташований вічний вогонь, який являє собою трубу від газової горілки з отвором розмірами 1,5×1,5 м, обкладений вісьмома полірованими гранітними плитками, 0,50×0,50 м. Між плитками, що оточують горілку, та меморіальними плитами насипано пісок світло-жовтого кольору.
Дві тумби-куби з залізобетону розмірами 1,05х1,0х1,0 м, на постаментах розмірами 0,60х0,60х0,20 м, обличковані полірованими гранітними плитками. Знаходяться в кутах газонів, що оточують площадку навпроти братської могили. На кожній тумбі з одного боку глибоким карбуванням виконані п'ятикутні зірки, з другого — дати «1941-1945», з інших — прізвища та ініціали робітників та службовців колишнього рудоуправління ім. Дзержинського, що загиблі на фронтах Другої світової війни.